# Albrechtice nad Vltavou
Albrechtice nad Vltavou (do roku 1951 jen Albrechtice, německy Albrechtitz an der Moldau) je obec ležící v jižních Čechách v okrese Písek. Žije zde přibližně 1 000 obyvatel. Leží 12 kilometrů jihovýchodně od Písku a 32 kilometrů severně od Českých Budějovic. Území obce se nachází přibližně mezi řekou Vltavou a Píseckými horami, které jsou chráněným parkem. Dominantou obce je kostel sv. Petra a Pavla z druhé poloviny 12. století. Ke kostelu přiléhá i vesnický hřbitov obehnaný zdí, na které je možno si prohlédnout freskové obrazy.
V obci se nachází mateřská školka, základní škola, pošta, zdravotnické zařízení. Obec má vybudovaný vodovod a kanalizaci. Plynofikace obce zatím chybí.

## Historie
První písemná zmínka o vesnici pochází z roku 1360.
Okolí vesnice bylo osídleno už v pravěku. Dokládají to dochované mohyly ze střední doby bronzové u hájovny Kopanina. Podobné mohylové pohřebiště bylo objeveno a brzy zcela zničeno v místech s pomístním názvem V Kopcích. Dalšími doklady jsou nálezy bronzových hřiven a dvou depotů v lokalitě Na Skalce s obsahem bronzových žeber a kovotepeckých nástrojů. V katastrálním území Údraž bylo v zimě 2020/2021 poničeno při těžbě dřeva 6 památkově chráněných mohyl z 8. a 9. století.
Obec je v písemných pramenech prvně zmiňována (jiné zdroje uvádějí již rok 1352) v soupise papežských desátků děkanátu bechyňského. O 8 let později pochází první písemná zmínka o Albrechtickém kostelu.
Právo užívat znak a vlajku bylo obci uděleno rozhodnutím předsedy Poslanecké sněmovny Parlamentu České republiky dne 8. října 2001.

## Obyvatelstvo
| Rok            | 1869  | 1880  | 1890  | 1900  | 1910  | 1921  | 1930  | 1950  | 1961  | 1970  | 1980  | 1991 | 2001 | 2011 | 2021 |
| -------------- | ----- | ----- | ----- | ----- | ----- | ----- | ----- | ----- | ----- | ----- | ----- | ---- | ---- | ---- | ---- |
| Počet obyvatel | 2 601 | 2 545 | 2 378 | 2 424 | 2 445 | 2 342 | 2 098 | 1 711 | 1 528 | 1 333 | 1 079 | 897  | 807  | 831  | 930  |
| Počet domů     | 324   | 338   | 340   | 340   | 350   | 358   | 417   | 428   | 396   | 374   | 346   | 426  | 468  | 492  | 500  |

## Památky

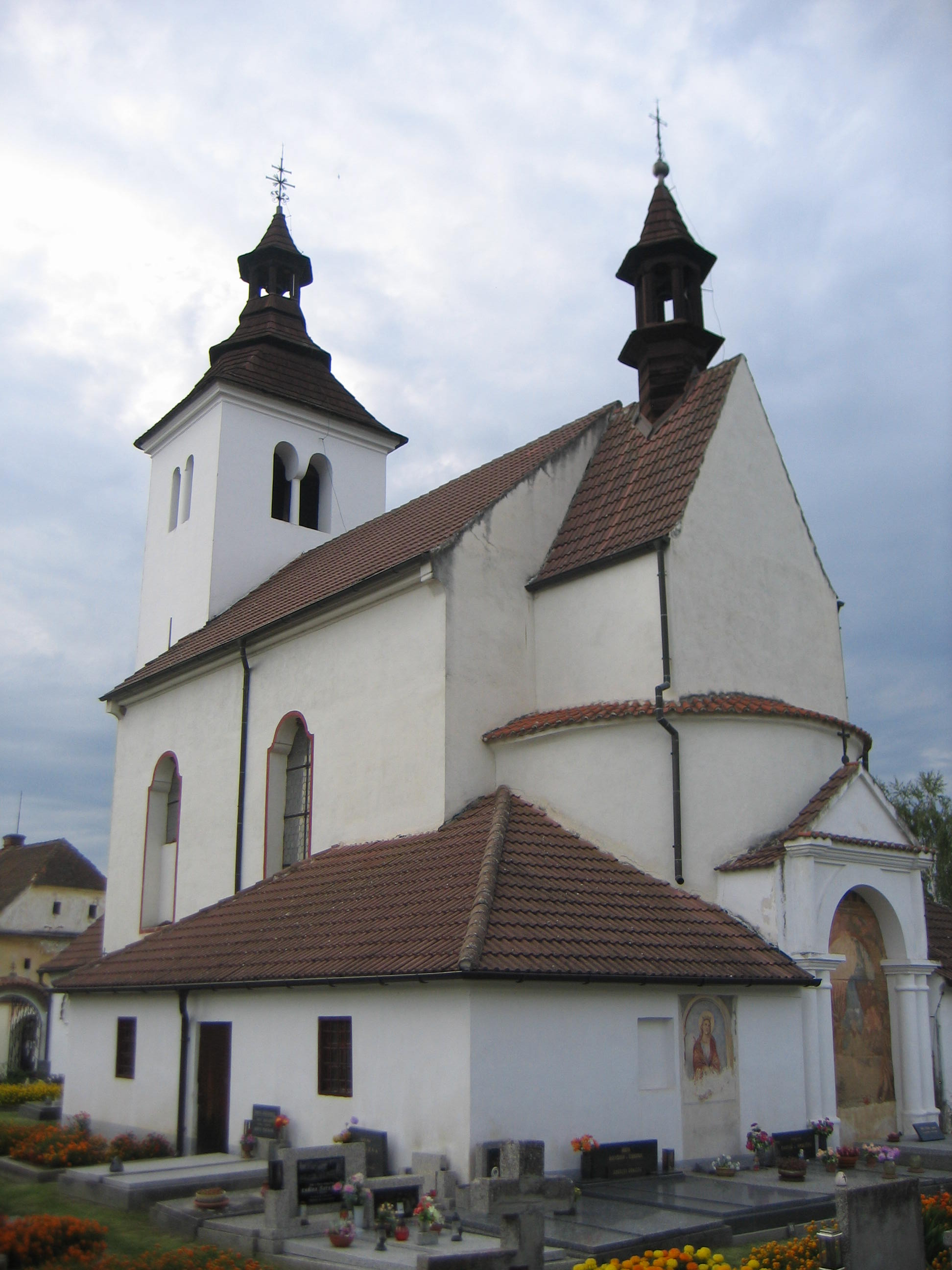
Kostel svatého Petra a Pavla

Kostel svatého Petra a Pavla je původně románský kostel ze 12. století. Kostel byl v průběhu své historie několikrát přestavován, nejvíce pak v 19. století. V kostele se nachází bohatá malířská výzdoba. Zvláště ceněné jsou fresky Posledního soudu a motiv „pekla a ráje“ na triumfálním oblouku. Kostel je obklopen hřbitovem, jehož zeď je zdobena kapličkami s malbami z 19. století. V 80. letech 20. století byly původní obrazy překryty betonovými deskami, na které byly namalován obrazy nové. V roce 2007 byly původní obrazy odkryty a restaurovány.
Dalšími kulturními památkami jsou:
- Venkovská usedlost čp. 28.
- Brána usedlosti čp. 12,
- Mohylník u hájovny Kopanina. Mohyly mají průměr asi deset metrů a na výšku měří okolo jednoho metru. Pohřbívali do nich příslušníci mohylových kultur ve střední době bronzové. Později pohřebiště lidé využívali také v době halštatské a na počátku laténské kultury. Koncem devatenáctého století proběhl archeologický výzkum mohyl, který prokázal vnitřní kamennou konstrukci a kamenný obvodový věnec.[5]

## Pověsti
Podle pověsti hlas zvonu z kostela svatého Jana Křtitele v Chřešťovicích přinášel smůlu vorařům, plavícím se po Vltavě. Když se vydávali na cestu, jejich ženy jim proto přály: „Jen abyste neslyšeli zvonek!“

## Místní části
Obec Albrechtice nad Vltavou se skládá ze šesti částí na čtyřech katastrálních územích.
- Albrechtice nad Vltavou (i název k. ú.)
- Hladná (leží v k. ú. Albrechtice nad Vltavou)
- Chřešťovice (i název k. ú.)
- Jehnědno (i název k. ú.)
- Údraž (i název k. ú.)
- Újezd (leží v k. ú. Albrechtice nad Vltavou)

## Galerie

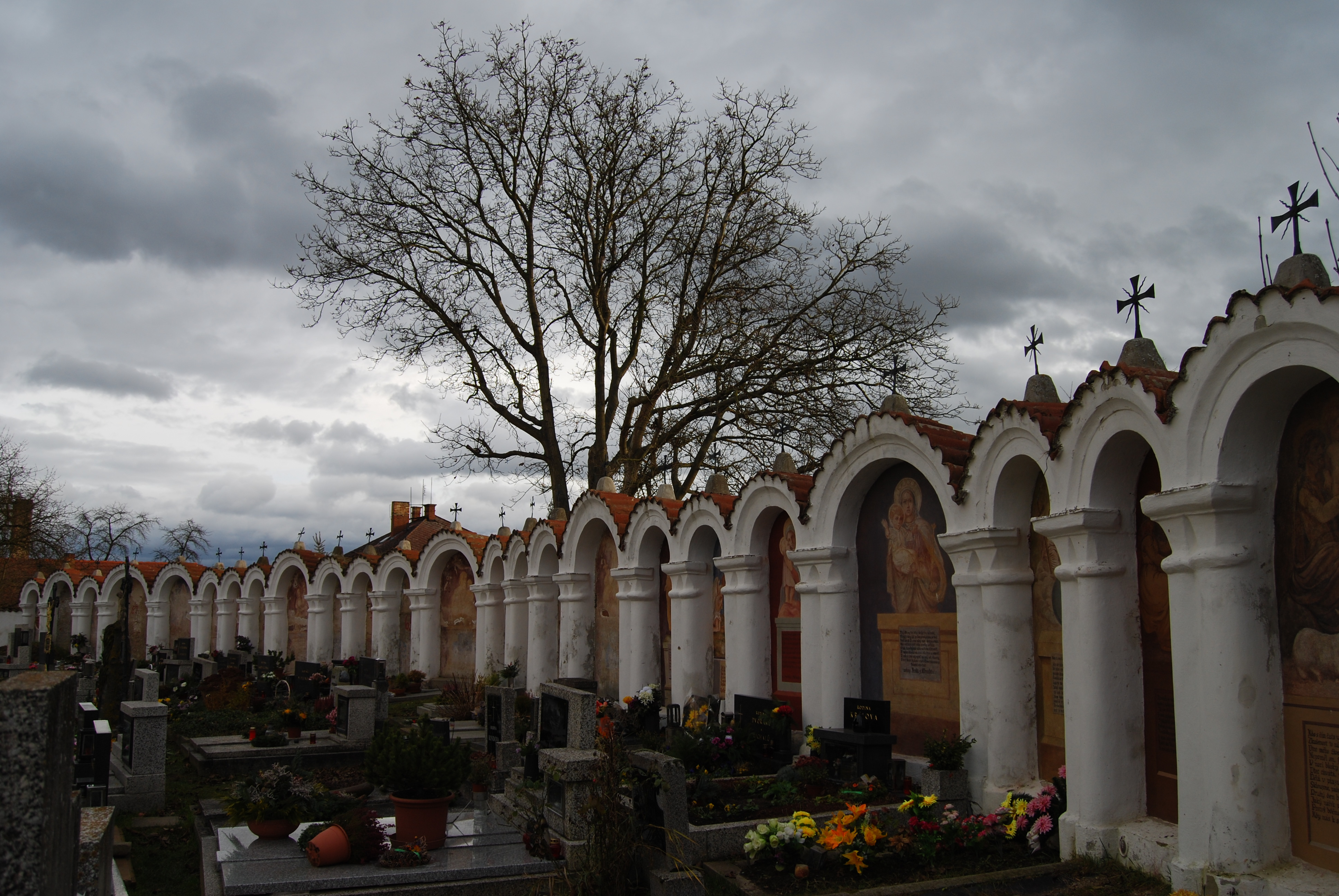
Fresky na hřbitově
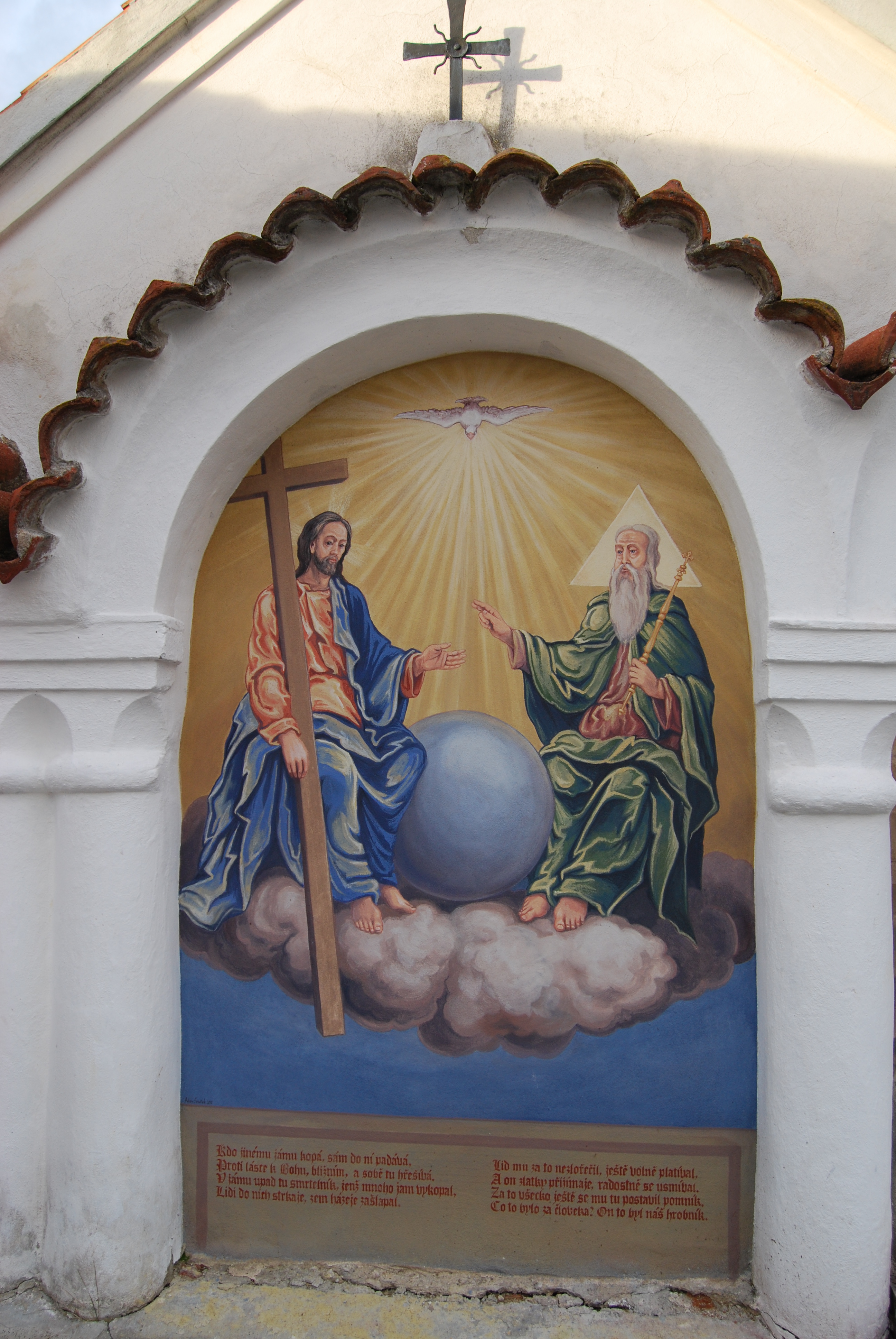
Freska
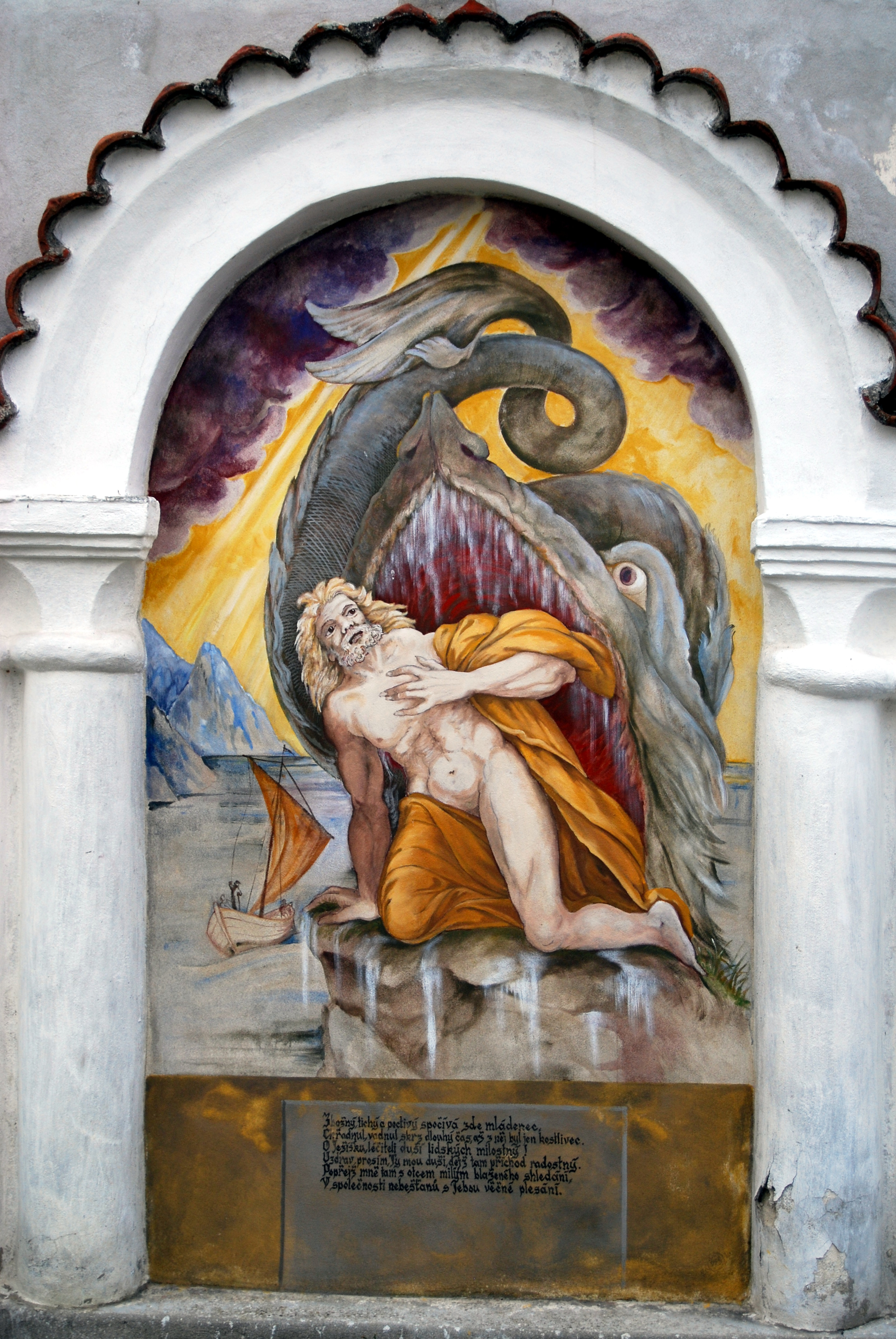
Detail fresky
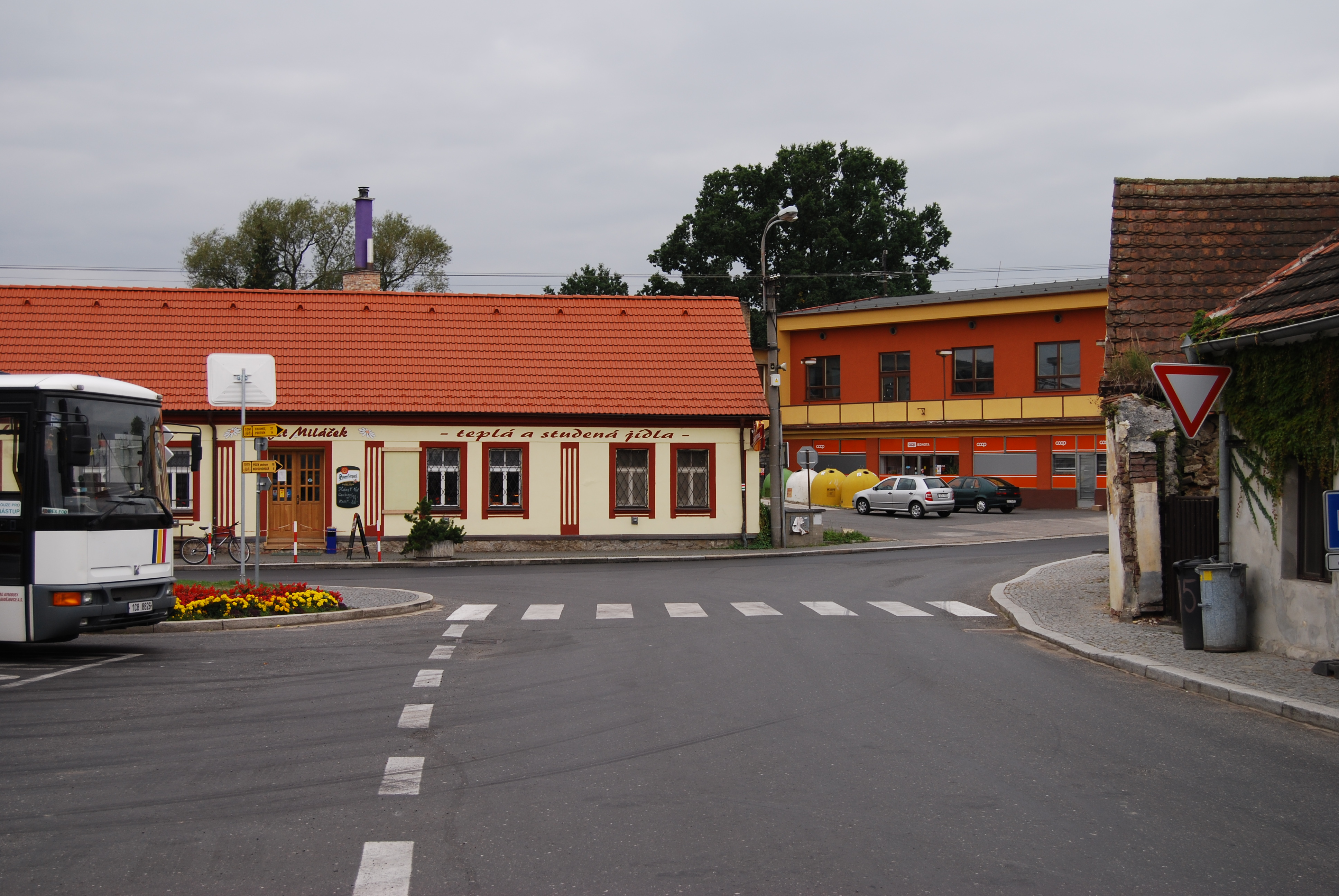
Hlavní silnice
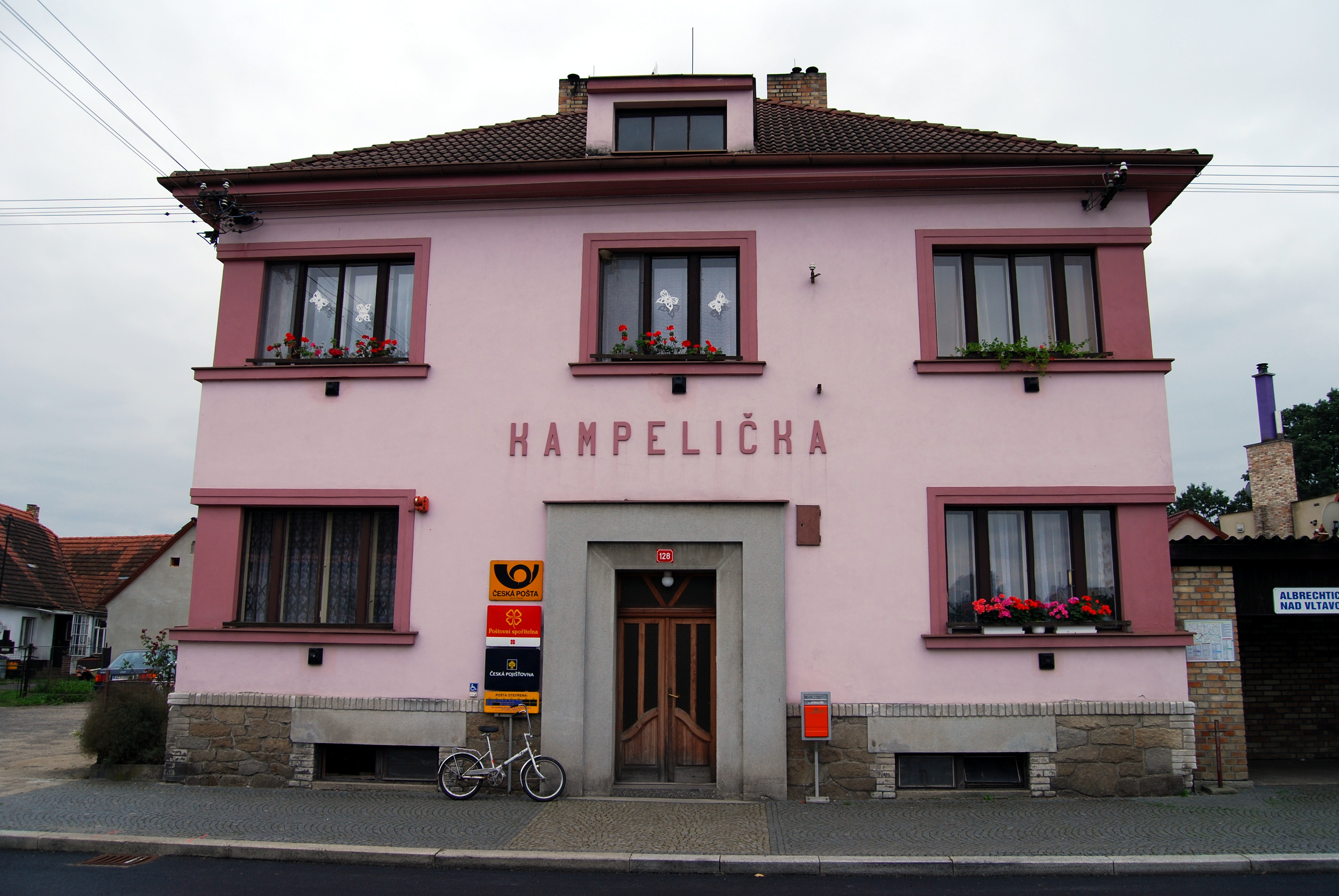
Kampelička
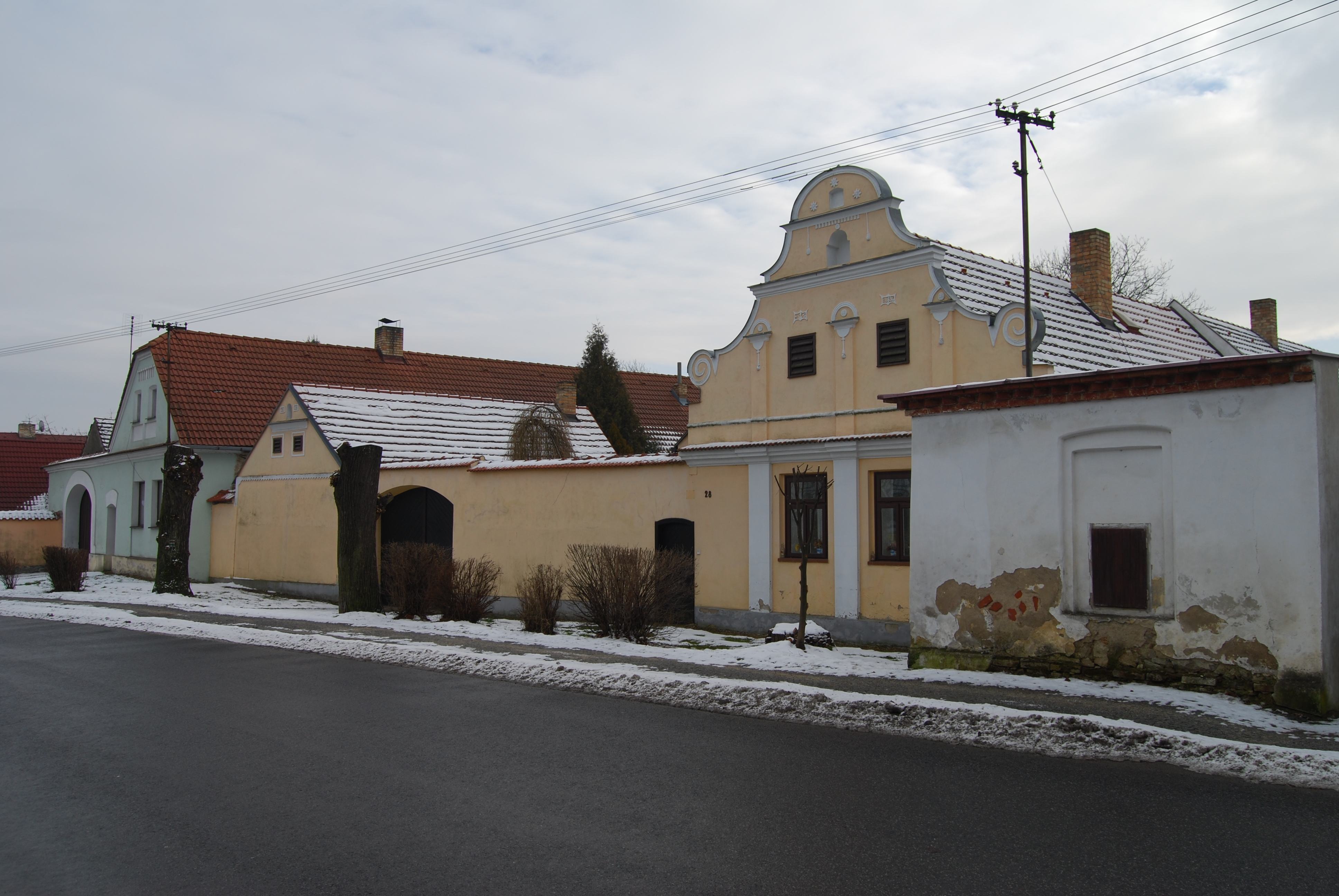
Usedlost čp. 28
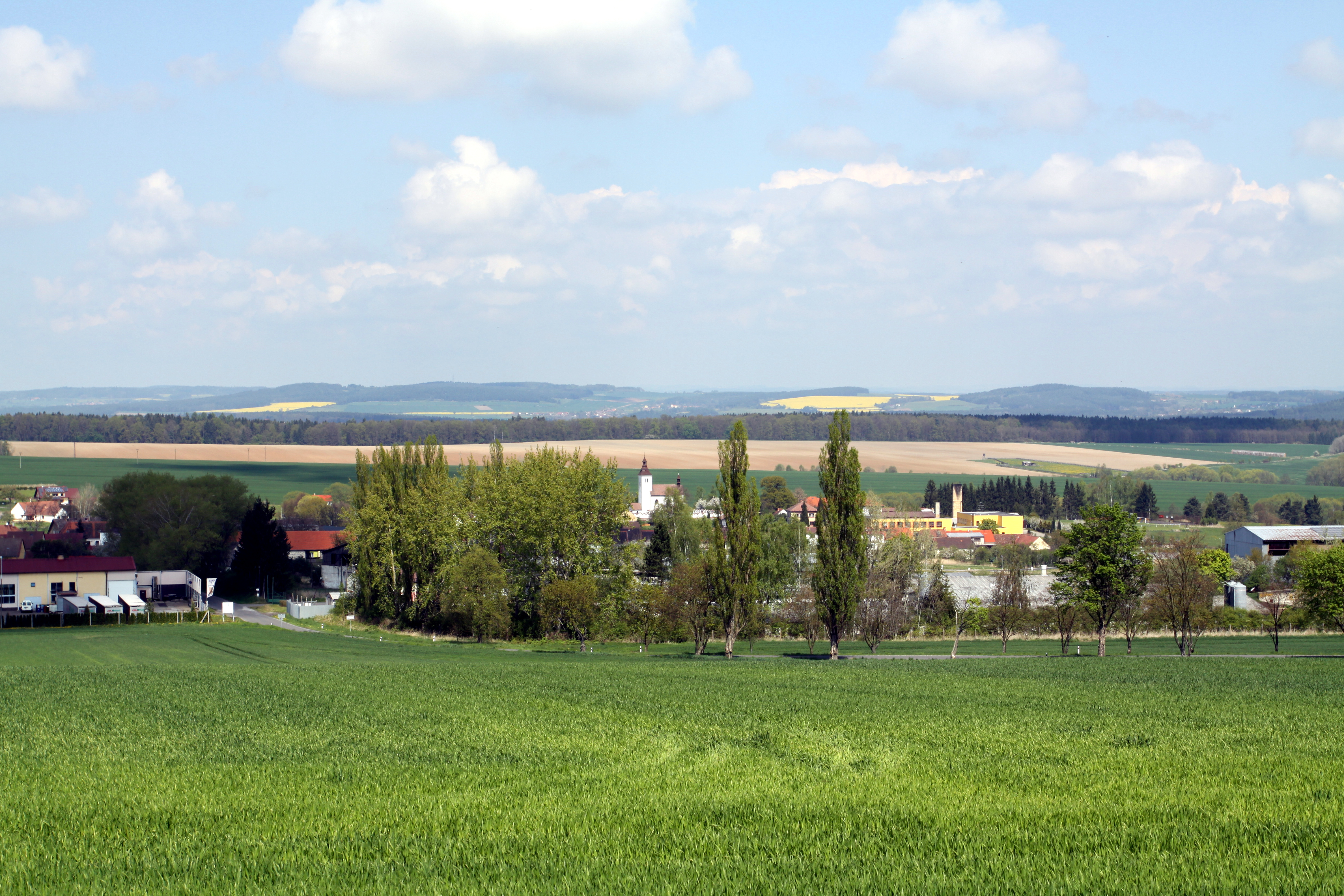
Město na jaře